# 弗雷瑞斯县
弗雷瑞斯县（法語：canton de Fréjus）是法国瓦尔省的一个县（省级选区），中央投票站位于弗雷瑞斯。该县仅涵盖弗雷瑞斯1个市镇，且仅涵盖了弗雷瑞斯的一部分（剩余部分位于圣拉斐尔县）。